# Christian Marti (décorateur)
Pour les articles homonymes, voir Christian Marti et Marti.
Christian Marti est un décorateur de cinéma français.

## Filmographie partielle
- 1989 : Chine, ma douleur (Niu-Peng) de Dai Sijie
- 1990 : Jean Galmot, aventurier de Alain Maline
- 1991 : Mima' de Philomène Esposito
- 1991 : Mon père, ce héros de Gérard Lauzier
- 1992 : Un cœur en hiver de Claude Sautet
- 1993 : Germinal de Claude Berri
- 1995 : Le Hussard sur le toit de Jean-Paul Rappeneau
- 1995 : Les Trois Frères de Les Inconnus
- 1996 : Un divan à New York de Chantal Akerman
- 1996 : Le Plus Beau Métier du monde de Gérard Lauzier
- 1997 : Arlette de Claude Zidi
- 1997 : Bruits d'amour de Jacques Otmezguine
- 1997 : Le Pari de Didier Bourdon et Bernard Campan
- 1998 : L'Annonce faite à Marius de Harmel Sbraire
- 1999 : Toni de Philomène Esposito
- 1999 : Le Fils du Français de Gérard Lauzier
- 2000 : L'Extraterrestre de Didier Bourdon
- 2000 : Antilles sur Seine de Pascal Légitimus
- 2001 : The Château de Jesse Peretz
- 2003 : Sept Ans de mariage de Didier Bourdon
- 2003 : Daddy (Entrusted) (TV) de Giacomo Battiato
- 2004 : Demain on déménage de Chantal Akerman
- 2004 : San-Antonio de Frédéric Auburtin
- 2005 : Belhorizon de Inès Rabadán
- 2005 : La Maison de Nina de Richard Dembo
- 2006 : Ce que je vous dois (court-métrage) de Olivier Bouffard
- 2006 : Belle toujours de Manoel de Oliveira
- 2007 : Jacquou le Croquant de Laurent Boutonnat
- 2007 : Acteur (court-métrage) de Jocelyn Quivrin
- 2007 : Christophe Colomb, l'énigme de Manoel de Oliveira
- 2008 : Parlez-moi de la pluie d'Agnès Jaoui
- 2012 : Gebo et l'Ombre de Manoel de Oliveira
- 2013 : Fanny de Daniel Auteuil
- 2013 : Marius de Daniel Auteuil
- 2014 : Le Vieux du Restelo, court métrage de Manoel de Oliveira
- 2015 : Toute Première Fois de Noémie Saglio, Maxime Govare
- 2017 : Le Redoutable de Michel Hazanavicius